# Kanton Reims-4
Kanton Reims-4 (fr. Canton de Reims-4) je francouzský kanton v departementu Marne v regionu Grand Est. Tvoří ho pět obcí a část města Remeš. Před reformou kantonů 2014 ho tvořila část města Remeš a obec Bétheny.

## Obce kantonu
od roku 2015:
- Bezannes
- Champfleury
- Champigny
- Remeš (část)
- Tinqueux
- Villers-aux-Nœuds

před rokem 2015:
- Remeš (část)
- Bétheny